# Henri Ritzen (ontwerper)
Henri Ritzen (Schinnen, 25 juli 1962) is een Nederlands grafisch ontwerper, die tot 2005 mededirecteur van grafisch ontwerpbureau Studio Dumbar in Rotterdam was. Thans mede-eigenaar Ritzen-Design-Consult.
Ritzen was mede in die hoedanigheid verantwoordelijk voor het ontwerpen van enkele postzegelseries voor TNT Post, de visuele identiteiten voor belangrijke semioverheidsorganisaties, zoals de Deense posterijen, het CDA, het Nederlands EU-voorzitterschap 2004 en bedrijven zoals KPN, TPG Post, Vescom en Randstad. 
Ritzen is, samen met ontwerper Marga Kanters, eigenaar van ontwerpbureau Ritzen-Design-Consult in Spaubeek. Het bureau ontwierp de huisstijlen voor o.a. Gemeente Rotterdam, Wageningen University & Research, Het Oogziekenhuis Rotterdam en het Internationaal Vocalisten Concours, en is verantwoordelijk voor diverse bewegwijzeringsontwerpen in samenwerking met internationale architecten. Henri Ritzen werkt als adviseur, consultant en coach voor de directie van creatieve bedrijven. 
Henri Ritzen is de kleinzoon van de bekende Limburgse schilder Henri Ritzen.